# Handschuhkasten

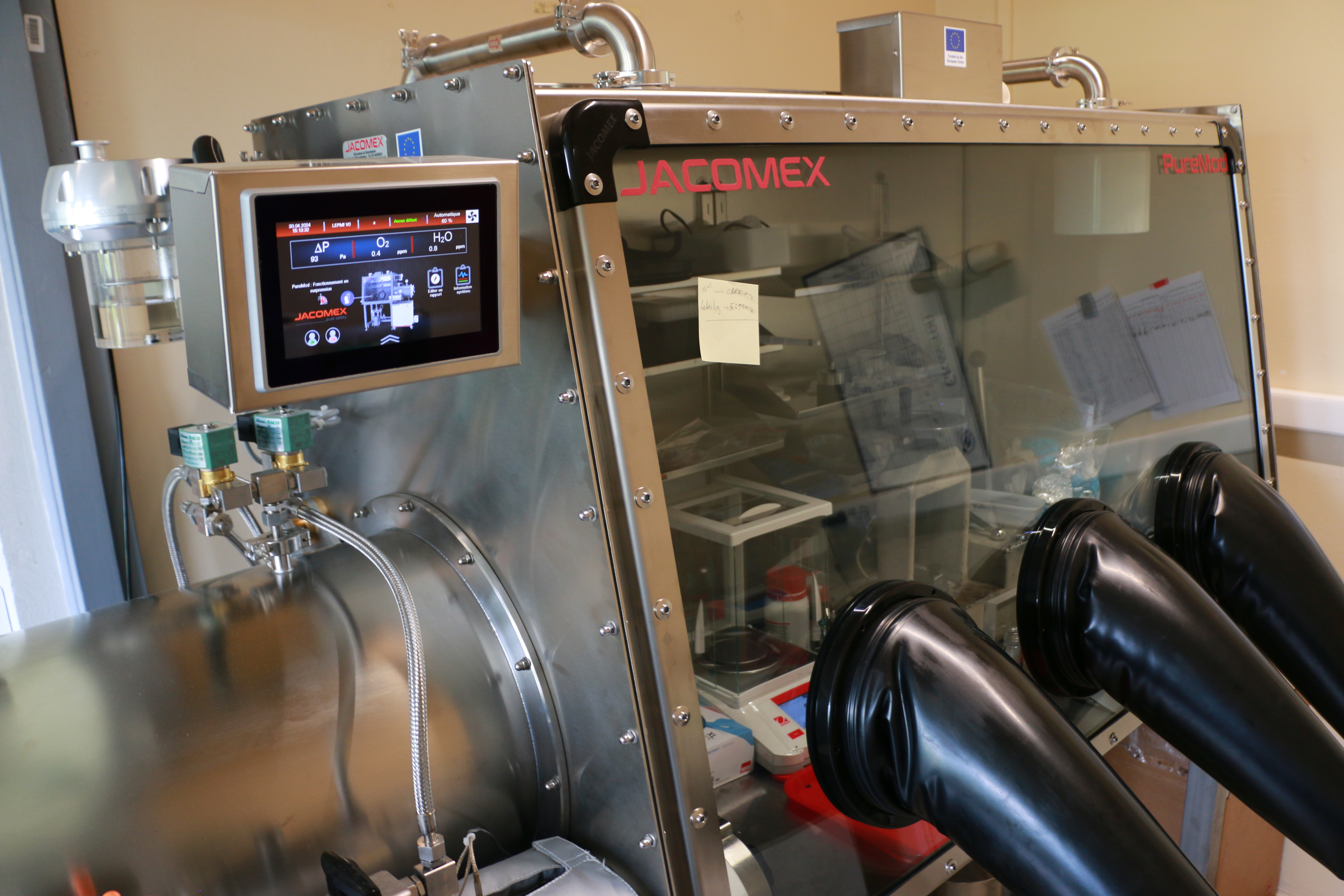

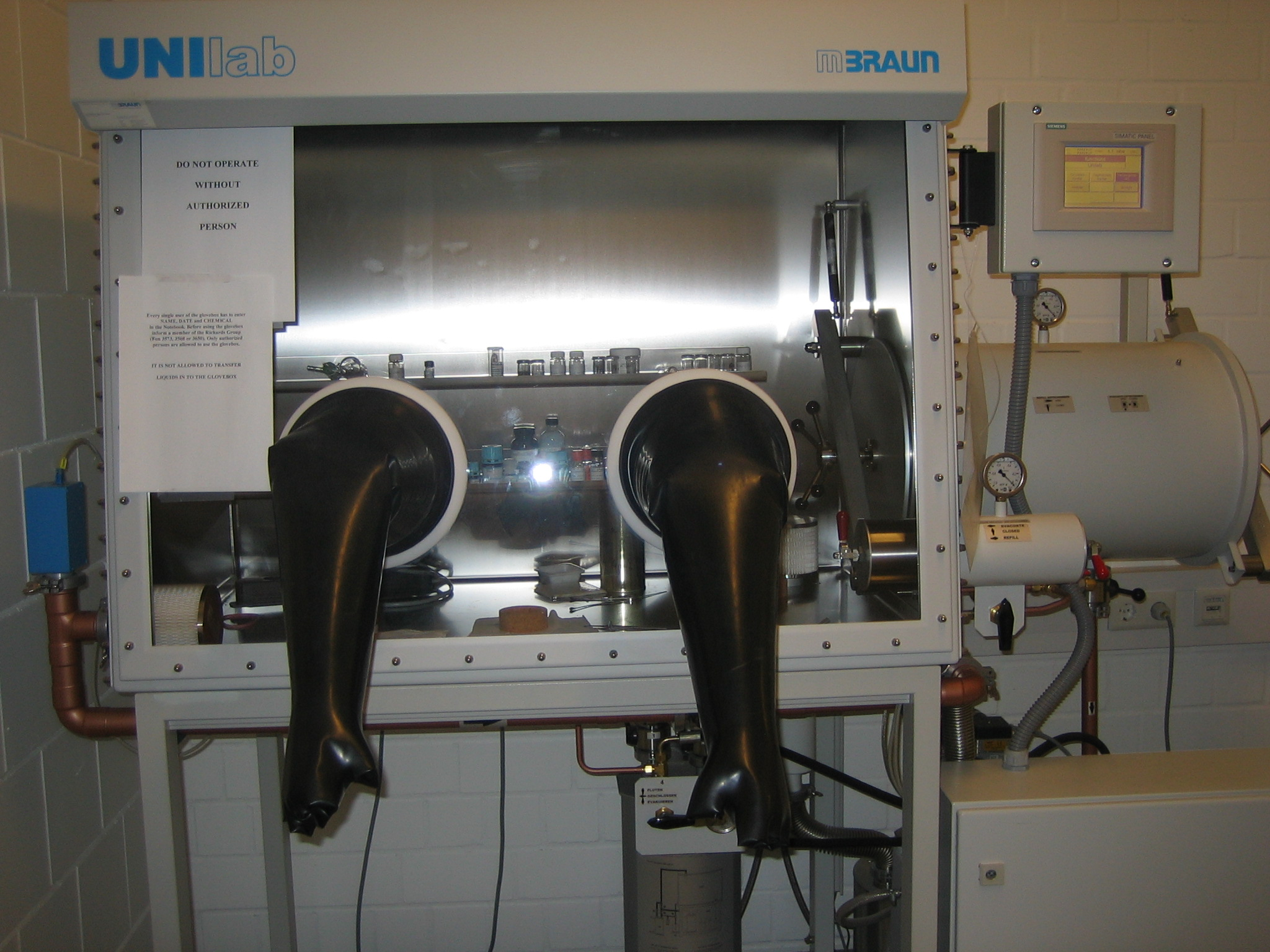
Handschuhkasten mit vollständig sichtbaren Handschuhen

Ein Handschuhkasten (auch Glovebox, Isolator oder Handschuhbox) ist ein Behälter, der gegenüber dem umgebenden Arbeitsraum hermetisch und gasdicht abgeschlossen ist. Innerhalb des Handschuhkastens kann eine definierte Atmosphäre zur Bearbeitung empfindlicher oder gefährlicher Stoffe erzeugt werden.

## Bezeichnung
Der Name Handschuhkasten kommt von der Handhabung der Materialien mit Hilfe von Gummi- oder Kunststoffhandschuhen, meistens Butyl, die über entsprechende Durchführungen (sog. Handschuhdurchführungen, auch Glove Ports) in den Kasten hineinreichen.

## Eigenschaften

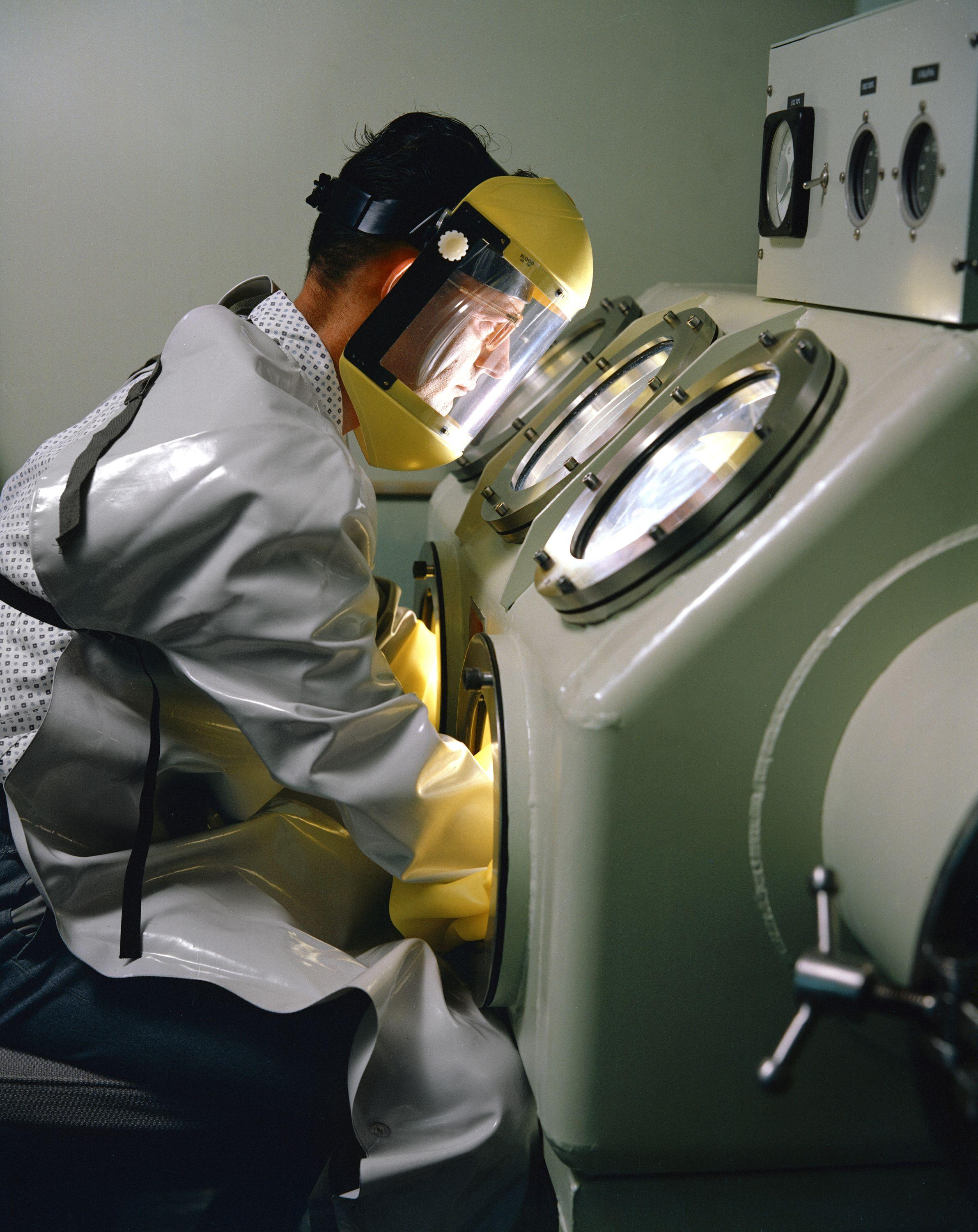
Metallener Vakuum-Handschuhkasten

Handschuhkästen sind meist aus Edelstahl oder Kunststoff hergestellt. An den Bedienseiten sind sie häufig mit Lexan- oder Glasscheiben ausgerüstet, um den Innenraum einsehen zu können.
Durchführungen mit gasdichten (Butyl-)Handschuhen ermöglichen den isolierten Eingriff in den Innenraum, daher auch der Name „Handschuhkasten“. Der Transfer von Materialien erfolgt über evakuierbare Kammern oder Schleusen sowie über Medienanschlüsse.
Es gibt zwei Möglichkeiten, um die Folgen von Leckagen zu minimieren: Im Handschuhkasten herrscht entweder ein geringer Überdruck, damit bei einem Leck keine Raumluft einströmen kann (nicht verwendete Handschuhe wölben sich nach außen) oder ein geringer Unterdruck, damit keine gefährlichen Stoffe aus dem Handschuhkasten austreten können (z. B. bei Arbeiten mit radioaktiven Stoffen).
Je nach Anwendungsgebiet besteht die Atmosphäre des Handschuhkastens:
- aus speziell gefilterter Luft, z. B. für biologische, medizinische Anwendungen (Isolatoren) oder nukleartechnologische Bereiche (Barrieren)
- aus Inertgas, wie Argon, Stickstoff oder Helium, z. B. für die Herstellung von Batterien, Halogenlampen, aber auch für spezielle Metallpulver-Verarbeitungen, TIG- oder Laser-Schweißen und für die generelle Verarbeitung von Stoffen, die sauerstoff- oder feuchteempfindlich sind, wie beispielsweise viele metallorganische Verbindungen. Diese Handschuhkästen arbeiten vorwiegend in Verbindung mit Gasreinigungssystemen und werden als „Inertgasanlagen“ bezeichnet.

## Zwecke
Der Zweck des Handschuhkastens besteht darin,
- Materialien vor Einflüssen der Umgebung abzuschirmen (Produktschutz).
- umgekehrt die Umgebung vor schädlichen Auswirkungen der zu bearbeitenden Materialien zu schützen (Personenschutz).

## Einsatzorte

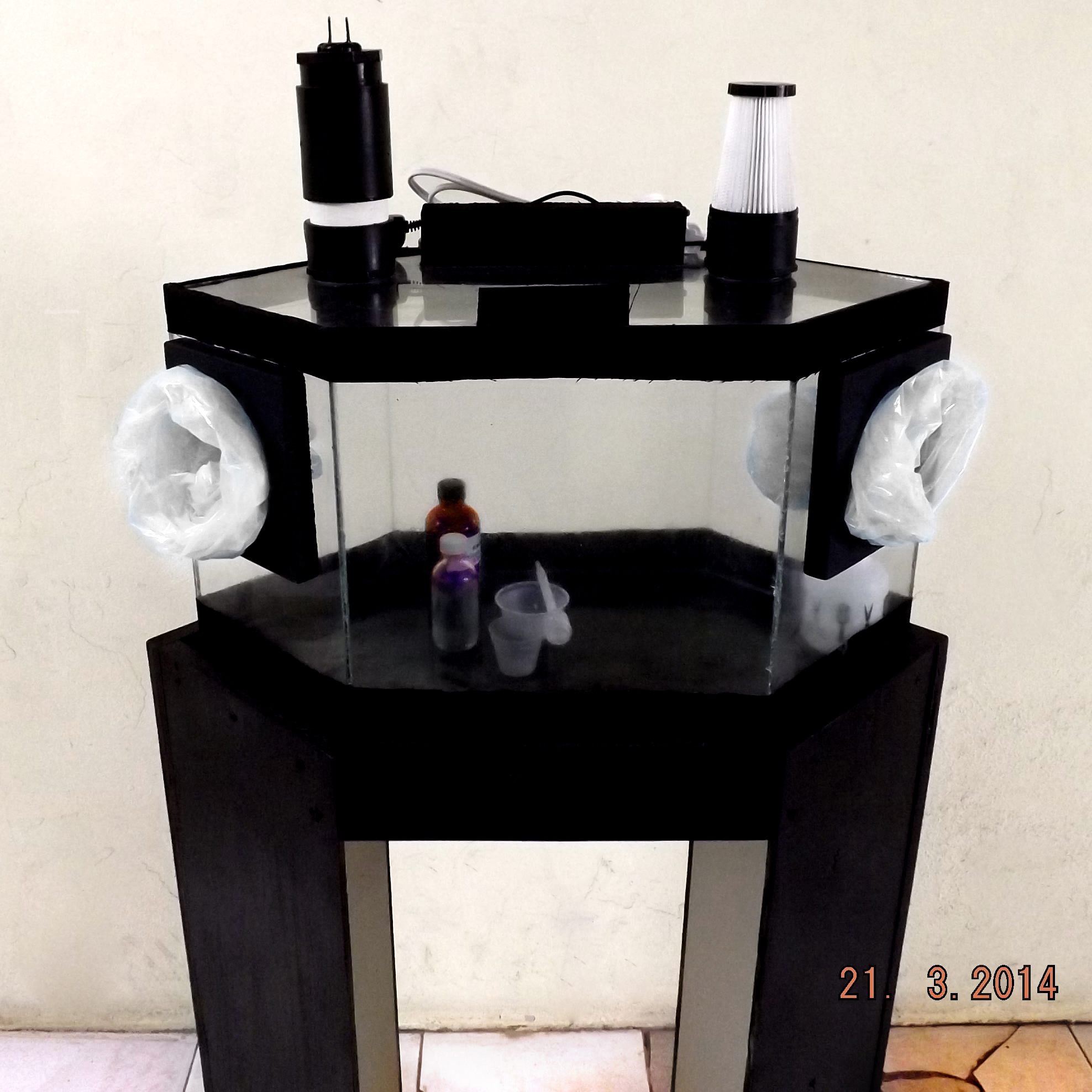
Selbstgebauter, beleuchteter Handschuhkasten eines Orchideenzüchters mit H11-Schwebstofffilter

Handschuhkästen dienen sowohl der Forschung, der Entwicklung, als der industriellen Fertigung. Kleinere Systeme werden zudem in mobilen Einrichtungen verwendet, z. B. in Spezialfahrzeugen, Spürpanzern, Flugzeugen oder auch Raumfahrzeugen, wie dem Spacelab.
Die Anwendungsgebiete sind weitreichend. Handschuhkästen werden u. a. für die Halogen- und Xenonlampenproduktion, die Lithium-Batterieerzeugung und die Halbleiterherstellung eingesetzt, aber auch für spezielle Schweißtechniken und die Lagerung umweltempfindlicher Stoffe verwendet. Ein weiterer Bereich ist der Einsatz in kerntechnischen Anlagen (z. B. Labors), in denen bestimmte radioaktive Stoffe, z. B. Tritium oder Plutonium, bearbeitet werden müssen. Weiterhin werden Handschuhkästen häufig in Laboren eingesetzt, in denen mit metallorganischen Verbindungen gearbeitet wird, da diese Verbindungen häufig sehr luft- und feuchtigkeitsempfindlich oder sogar pyrophor sind. Im pharmazeutischen Bereich werden Isolatoren beispielsweise zur Zubereitung steriler Infusionslösungen (etwa mit Zytostatika) verwendet. Handschuhkästen werden auch von Orchideenzüchtern und mitunter auch bei der Pilzzucht eingesetzt, wo der Umgang mit den Samen bzw. Sporen und Substraten eine Sterilität voraussetzt.